# Șmîrkî, Volociîsk
Șmîrkî (în ucraineană Шмирки) este localitatea de reședință a comunei Șmîrkî din raionul Volociîsk, regiunea Hmelnîțkîi, Ucraina.

## Demografie
Componența lingvistică a localității Șmîrkî
     Ucraineană (98,52%)
     Rusă (1,27%)
     Alte limbi (0,21%)
Conform recensământului din 2001, majoritatea populației localității Șmîrkî era vorbitoare de ucraineană (98,52%), existând în minoritate și vorbitori de rusă (1,27%).